# Договір про заборону ядерної зброї
До́гові́р про заборо́ну я́дерної збро́ї — це міжнародна угода, яка забороняє розробку, випробування, зберігання, придбання, транспортування та використання ядерної зброї. Договір був прийнятий 7 липня 2017 року в штаб-квартирі ООН в Нью-Йорку. Договір набуде чинності після того, як його ратифікують 50 держав.

## Ухвала угоди
Генеральний секретар ООН привітав ухвалення нового договору, зазначивши, що цей документ є першим за останні 20 років юридично обов'язковим інструментом з питань ядерного роззброєння.
|                          | Кожна держава-учасник зобов'язується ніколи і за жодних обставин не розробляти, не випробовувати, не виробляти, не виготовляти, не купувати, не мати у власності та не накопичувати ядерну зброю або інші ядерні вибухові пристрої. |
| — Первая статья договора | |

23 грудня 2016 року Генеральна асамблея ООН прийняла резолюцію з переговорним мандатом договору і постановила скликати Конференцію ООН для узгодження юридично зобов'язуючого документа про заборону ядерної зброї, який би привів до повної її ліквідації. Перший раунд переговорів відбувся в Нью-Йорку з 27 по 31 березня, другий з 15 червня по 7 липня 2017. На першій конференції взяли участь 132, на другий — 124 з 193 держав-членів ООН.
Всього було проведено 20 пленарних засідань. На останньому з них 7 липня текст розробленого юридично зобов'язуючого документа про заборону ядерної зброї був винесений на голосування. Його підтримали 122 держави, Нідерланди проголосували проти і Сінгапур утримався. Багато держав не брали ніякої участі в роботі Конференції (у тому числі всі 9 країн «Ядерного клубу»: США, Росія, КНР, Велика Британія, Франція, Індія, Пакистан, КНДР, Ізраїль).
Генеральний секретар ООН призначений депозитарієм нового договору.
У прикінцевих положеннях угоди йдеться, що він буде відкритий для підписання 20 вересня 2017 року. Договір вступає в силу через 90 днів після здачі на зберігання п'ятдесятої ратифікаційної грамоти або документа про прийняття, затвердження або приєднання.

## Галерея

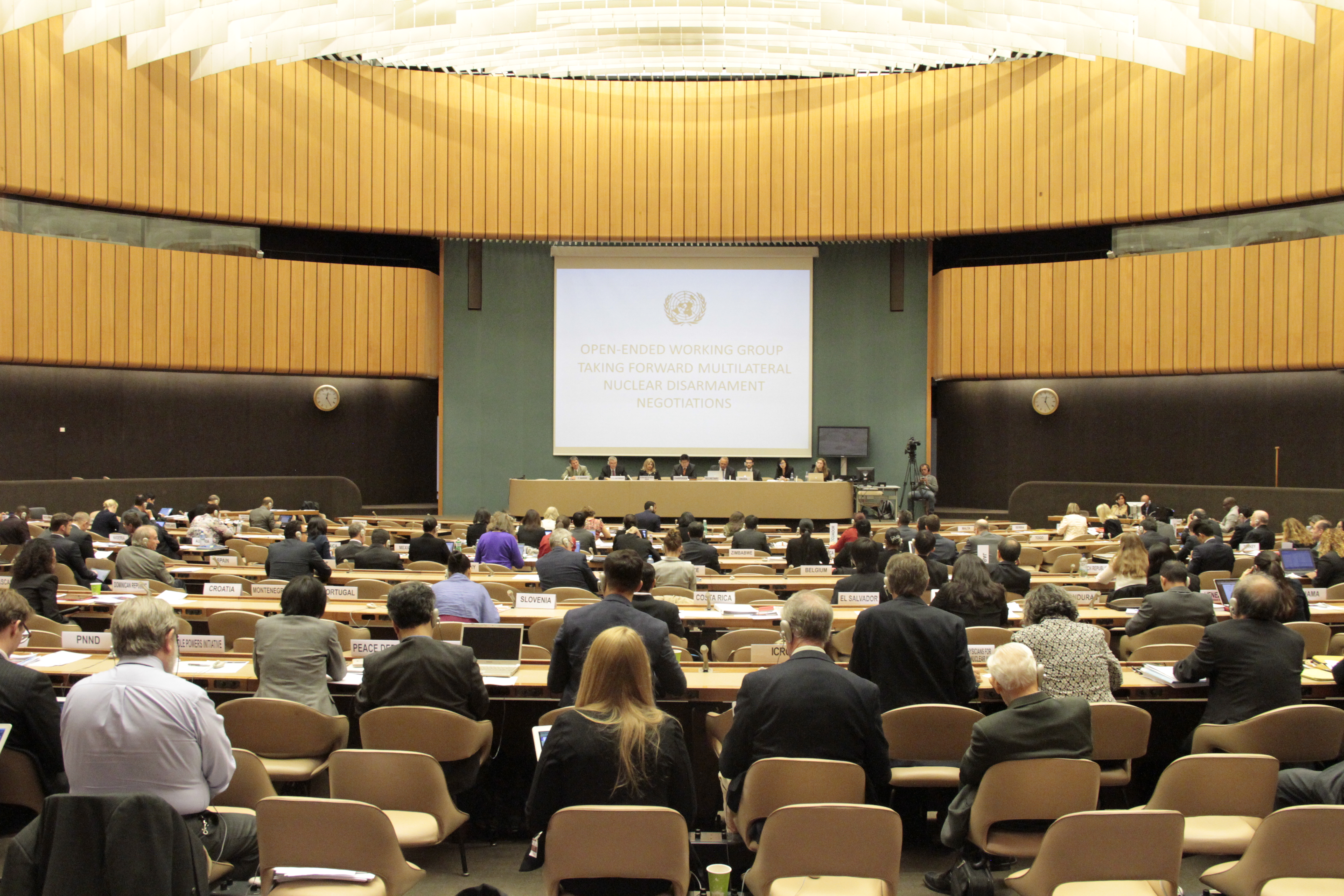
Обговорення ідеї договору про заборону ядерної зброї в Женеві в травні 2016.
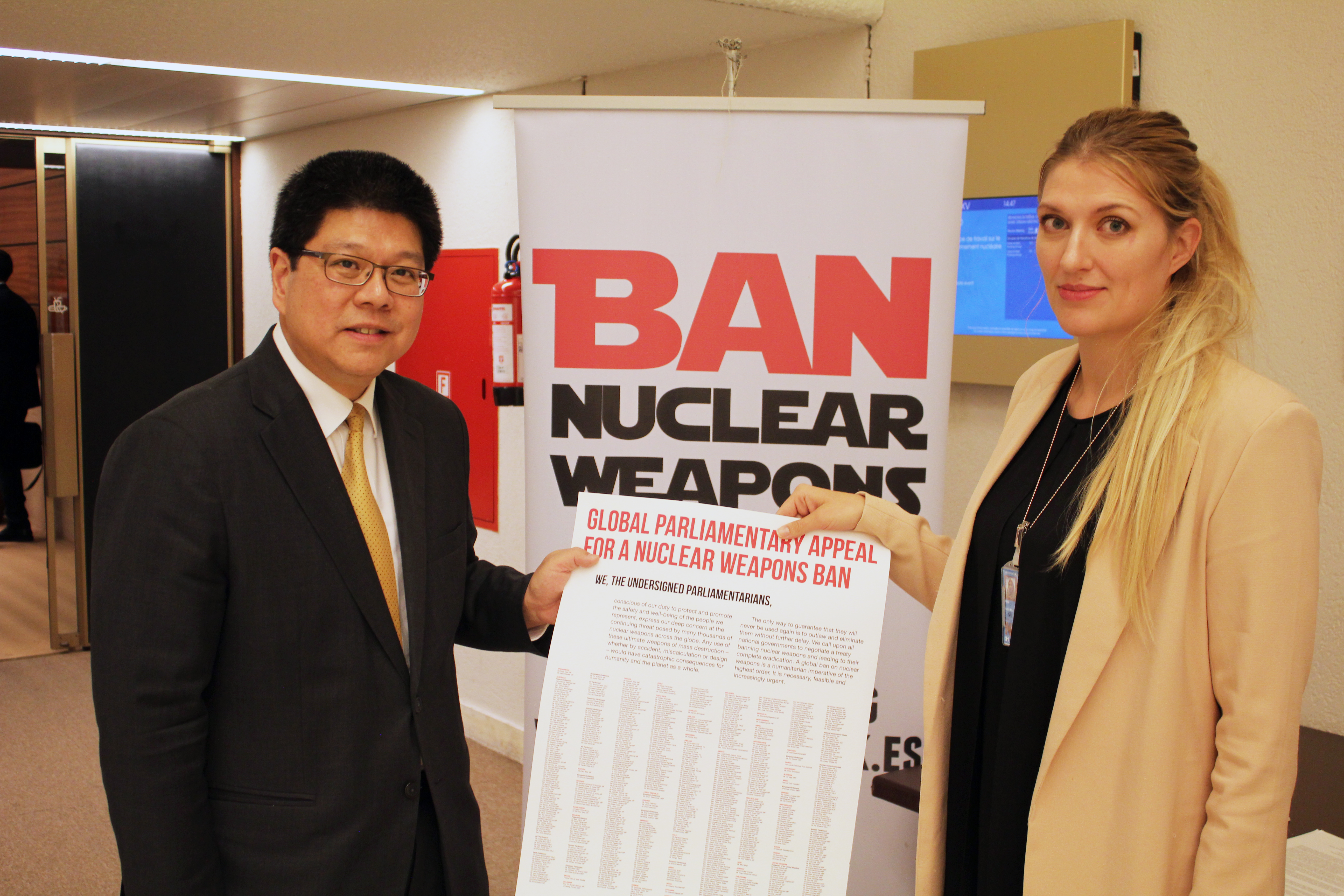
Глобальне парламентська звернення на підтримку договору про заборону ядерної зброї, підписане 838 парламентарями в 42 країнах.

## Сприйняття

### Критика
Договір був досить критично сприйнятий США і НАТО, а також союзниками США. Так, Міхаель Рюле, співробітник НАТО заявив, що формула безпеки НАТО більш ефективна, ніж цей договір. Представники США, Франції та Великої Британії заявили, що угода «ігнорує реальність міжнародного середовища безпеки», а тому вони не будуть її підписувати. Тим не менш, при підписанні будапештського меморандуму з Україною, вони не бачили ніякого ігнорування реальності.